# Desfile de Victoria's Secret 2017
El Victoria's Secret Fashion Show es un desfile de moda de la marca de lencería Victoria's Secret. Victoria's Secret utiliza el show para promocionar y comercializar sus productos de alto nivel. El show contó con grandes modelos, incluidas los Ángeles de Victoria's Secret Adriana Lima, Alessandra Ambrosio, Candice Swanepoel, Lily Aldridge, Lais Ribeiro, Elsa Hosk, Jasmine Tookes, Sara Sampaio, Martha Hunt, Taylor Hill, Stella Maxwell, Romee Strijd y Josephine Skriver. Behati Prinsloo no pudo estar en el show debido a que acababa de dar a luz a su segundo hijo. El show también contó con la presencia de Grace Elizabeth y Zuri Tibby, representantes de la sub-marca PINK.  
Este desfile fue el último de Victoria's Secret en ser retransmitido por la CBS. 
Ek Victoria's Secret Fashion Show de 2017 se grabó en Shanghái, China, en el Mercedes-Benz Arena. Fue el primer desfile de Victoria's Secret en Asia. El show contó con las actuaciones musicales de Harry Styles, Miguel, Leslie Odom Jr, el pianista Li Yundi y Jane Zhang.
Lais Ribeiro llevó el Fantasy Bra: The Champagne Nights Fantasy Bra, valorado en 2 millones de dólares. 
Justo antes del show, Alessandra Ambrosio anunció que sería su último desfile con la marca, por lo que a última hora se intercambiaron el primer y el último segmento para permitirle cerrar el show. Sin embargo, en la versión televisada se añadió otro segmento al final, el quinto, llamado Goddesses, que hizo parecer que Vanessa Moody fue la que cerró el show.
| Fechas                                                     | Ubicaciones     | Emisión | Espectadores (millones) | Artistas                                                     |
| ---------------------------------------------------------- | --------------- | ------- | ----------------------- | ------------------------------------------------------------ |
| 20 de noviembre de 2017 (grabado); 28 de noviembre de 2017 | Shanghái, China | CBS     | 4,98                    | Harry Styles, Miguel, Leslie Odom Jr., Li Yundi y Jane Zhang |

## Final
| Artista | Canción             |
| ------- | ------------------- |
| Catcall | "The World Is Ours" |

| Modelo              | Desfiles          | Estatus                           | Modelo             | Desfiles                    | Estatus                  |
| ------------------- | ----------------- | --------------------------------- | ------------------ | --------------------------- | ------------------------ |
| Alessandra Ambrosio | 2000–03 • 2005–17 | VS 2 Ángel (2004–17)              | Adriana Lima       | 1999–03 • 2005–08 • 2010–18 | VS 2 Ángel (2000–18)     |
| Lily Aldridge       | 2009–17           | VS 4 Ángel (2010–21)              | Candice Swanepoel  | 2007–15 • 2017–18           | ʚĭɞ VS 4 Ángel (2010–21) |
| Elsa Hosk           | 2011–18           | VS 5 Ángel (2015–21)              | Romee Strijd       | 2014–18                     | VS 5 Ángeles (2015–21)   |
| Josephine Skriver   | 2013–18           | VS 5 Ángel (2016–21)              | Jasmine Tookes     | 2012–18                     | VS 5 Ángeles (2015–21)   |
| Stella Maxwell      | 2014–18           | VS 5 Ángeles (2015–21)            | Taylor Hill        | 2014–18                     | VS 5 Ángeles (2015–21)   |
| Martha Hunt         | 2013–18           | VS 5 Ángeles (2015–21)            | Lais Ribeiro       | 2010–11 • 2013–18           | VS 5 Ángeles (2015–21)   |
| Sara Sampaio        | 2013–18           | VS 5 Ángeles (2015–21)            | Bella Hadid        | 2016–18                     |                          |
| Grace Elizabeth     | 2016–18           | PINK Ángel (2016–19)              | Zuri Tibby         | 2016–18                     | PINK Ángel (2016–19)     |
| Liu Wen             | 2009–12 • 2016–18 |                                   | Sui He             | 2011–18                     |                          |
| Karlie Kloss        | 2011–14 • 2017    | ʚĭɞ Ex-Ángel VS 4 Ángel (2013–14) | Cindy Bruna        | 2013–18                     | ✄┈                       |
| Ming Xi             | 2013–18           |                                   | Devon Windsor      | 2013–18                     | ✄┈                       |
| Sanne Vloet         | 2015–17           |                                   | Blanca Padilla     | 2014 • 2017                 | ʚĭɞ                      |
| Georgia Fowler      | 2016–18           |                                   | Kelly Gale         | 2013–14 • 2016–18           |                          |
| Maria Borges        | 2013–17           |                                   | Vanessa Moody      | 2017                        | ✿                        |
| Dilone              | 2016–18           | ✄┈                                | Maggie Laine       | 2016–18                     |                          |
| Grace Bol           | 2017–18           | ✿                                 | Jourdana Phillips  | 2016–18                     |                          |
| Aiden Curtiss       | 2017–18           | ✿                                 | Alexina Graham     | 2017–18                     | ✿                        |
| Daniela Braga       | 2014–17           |                                   | Nadine Leopold     | 2017–18                     | ✿                        |
| Leomie Anderson     | 2015–18           |                                   | Barbara Fialho     | 2012–18                     | ✄┈                       |
| Megan Williams      | 2016–18           |                                   | Gizele Oliveira    | 2017–18                     | ✿                        |
| Herieth Paul        | 2016–18           |                                   | Alanna Arrington   | 2016–18                     |                          |
| Roosmarijn de Kok   | 2017              | ✿                                 | Bruna Lirio        | 2015 • 2017                 | ʚĭɞ                      |
| Lameka Fox          | 2016–18           |                                   | Samile Bermannelli | 2017                        | ✿                        |
| Amilna Estevão      | 2017              | ✿                                 | Xiao Wen Ju        | 2016–17                     |                          |
| Leila Nda           | 2015 • 2017       | ʚĭɞ                               | Victoria Lee       | 2017                        | ✿                        |
|                     |                   |                                   | Estelle Chen       | 2017–18                     | ✿                        |
| Xin Xie             | 2017              |                                   |                    |                             | ✿                        |
| One Wang            | 2017              |                                   |                    |                             | ✿                        |

## Índice
| Símbolo        | Significado                   |
| -------------- | ----------------------------- |
| VS 2           | Ángeles de segunda generación |
| VS 4           | Ángeles de cuarta generación  |
| VS 5           | Ángeles de quinta generación  |
| VS C           | Ángeles chinos                |
| PINK           | Portavoces de PINK            |
| ʚĭɞ            | Modelos que regresan          |
| ✄┈             | Modelos de prueba             |
| ✿              | Modelos debutantes            |
| ꒰১ ໒꒱        | Alas                          |
| ˚₊‧꒰ა ໒꒱ ‧₊˚ | Alas de Swarovski             |